# Anthela charon
Anthela charon là một loài bướm đêm thuộc họ Anthelidae. Loài này có ở New Guinea.